# Костромская (станица)
Костро́мская — станица в Мостовском районе Краснодарского края. Административный центр Костромского сельского поселения.

## География
Станица расположена на берегу реки Псефирь (приток реки Фарс, бассейн Кубани), на границе степной и горно-лесной зон, в 18 км северо-западнее посёлка городского типа Мостовской, в 15 км юго-западнее города Лабинск. В станице расположена база отдыха с термальными источниками.

## История

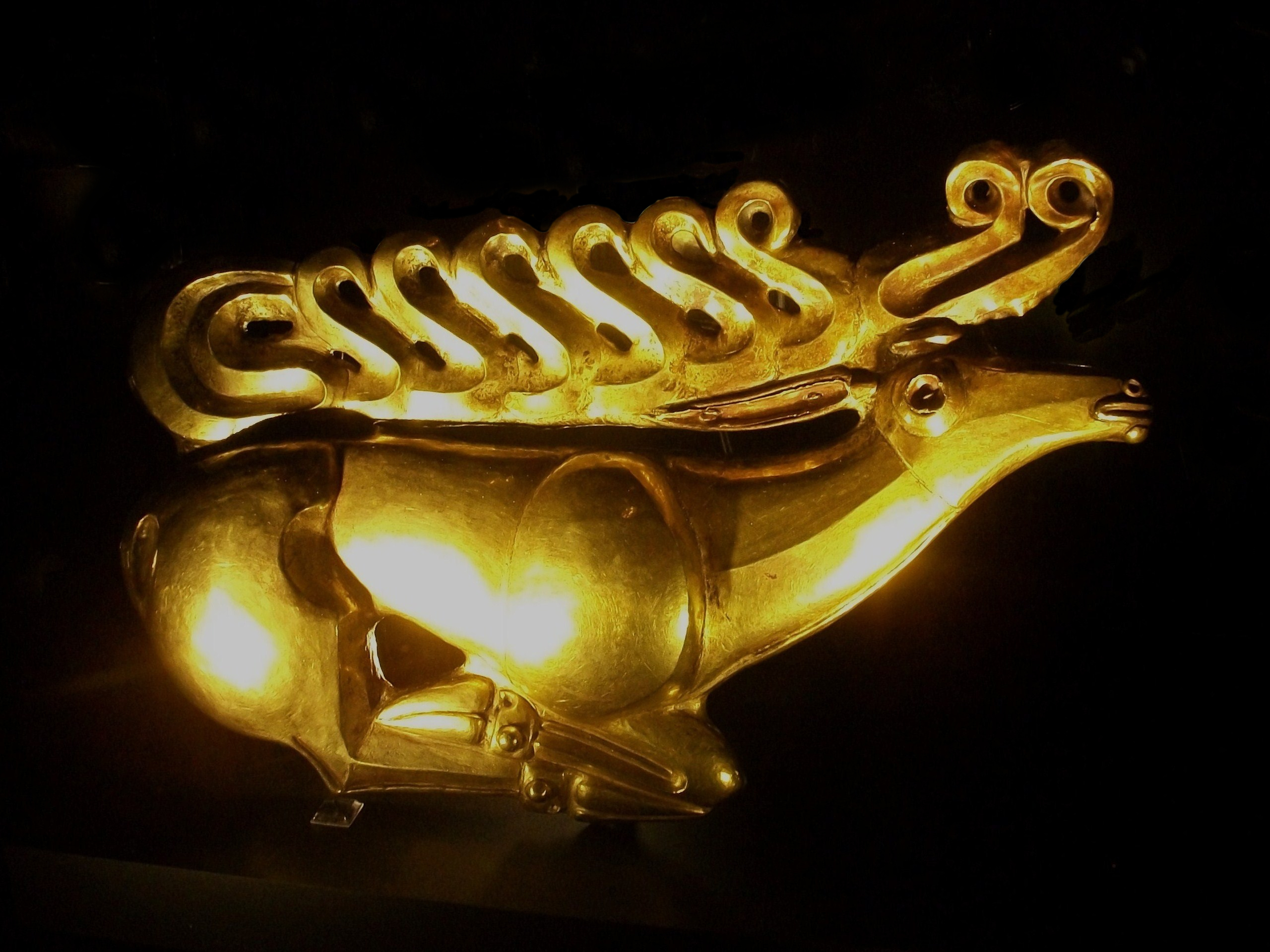
Фигурка, найденная близ станицы при раскопах

Станица известна из-за золотых находок из скифско-меотских курганов — VII в. до н. э. — см. Курганы станицы Костромская.
Станица Псефирская основана в 1862 году, в 1867 году переименована в Костромскую. Входила в Майкопский отдел Кубанской области. Адыгское название станицы — адыг. Псыфыр.

## Население
| 2002 | 2010  |
| ---- | ----- |
| 1955 | ↘1772 |